# Kadesz-Barnea
Kadesz-Barnea – oaza położona na pustyni Zin, miejsce skrzyżowania kilku dróg z południa na północ. W trakcie wykopalisk archeologicznych odkryto tam twierdzę z X wieku p.n.e. i ślady starożytnego osadnictwa.

## Położenie
Oaza Kadesz-Barnea zlokalizowana była na pustyni Zin – obszarze Judei najbardziej wysuniętym na południe i stanowiącej północną część Pustyni Arabskiej. Na południu Kadesz-Barnea graniczy z pustynią Paran. Przez oazę w starożytności wiodły szlak z Elatu i centralnego Negewu do Aradu i Hebronu, Droga Szur – szlak z Edomu i Ha-Arawa do Egiptu, oraz Atarim – droga pomiędzy Kadesz-Barnea a górą Hor. Kadesz-Barnea utożsamiane jest z En el-Kudeirat.

## Wzmianki w Biblii
Według Księgi Powtórzonego Prawa (Pwt 1,46) w Kadesz-Barnea obozowali Izraelici podczas swego exodusu. Zgodnie z Księgą Liczb (Lb 13) stamtąd wysyłali zwiadowców do miast kananejskich i prosili Mojżesza i Aarona o dokonanie sądów. Księga Liczb (20,1) podaje, że wówczas zmarła ich siostra Miriam. Według Księgi Liczb (Lb 20,13) Mojżesz zaspokoił pragnienie ludności, uderzając laską o skałę aż wytrysnęła z niej woda, dlatego miejsce to zostało nazwane „wodami Meriba”.
Z Kadesz-Barnea, jak wzmiankują Księgi Liczb (Lb 14,40–45) i Powtórzonego Prawa (Pwt 1,44), Izraelici wyruszali na Amalekitów i Amorytów. Po tym, gdy Edomici zabronili im wejścia na swoje ziemie, Mojżesz według Księgi Liczb (Lb 20,16–22,1) poprowadził ludność do Moabu.

## Badania archeologiczne
Badanie archeologiczne na wzgórzu Ain el-Qudeirat rozpoczęto w 1914 roku z inicjatywy Palestyńskiej Fundacji Badawczej. Pierwszą ekspedycją kierowali Leonard Woolley i Thomas Edward Lawrence. Odnaleziono kazamatowy mur z umocnionymi wieżami z czasów królestwa Judy oraz ślady osadnictwa z okresu rzymskiego i bizantyjskiego. W 1956 roku na zlecenie Departamentu Starożytności wzgórze badał Mosze Dothan, który określił plan twierdzy i ustalił chronologię zbadanych przez siebie warstw. Najstarszą datował na X wiek p.n.e., twierdzę – na IX wiek p.n.e., tj. czasy panowania Jozafata. Ustalił, że zburzenie twierdzy w VI wieku p.n.e. (kiedy upadło królestwo Judy) spowodowało przerwę w miejscowym osadnictwie aż do okresu perskiego.
Szczegółowe badania archeologiczne przeprowadził w latach 1976–1979 Rudolph Cohen. W trzech warstwach odkrył pozostałości trzech twierdz kazamatowych wznoszonych w tym samym miejscu. Najstarsza z III warstwy powstała na przełomie X i IX wieku p.n.e. Zbudowana została na planie owalu bezpośrednio na skale. Jej układ nie odbiegał w wykonaniu od innych twierdz z tego okresu, rozsianych na pustyni Negew. Mur miał 1,5 m grubości. Murowana twierdza z II warstwy datowana jest na przełom VIII i VII wieku p.n.e. Prawdopodobnie powstała na rozkaz Azariasza w ramach jego przygotowań do ekspansji w kierunku Morza Czerwonego. Wzniesiona została na planie prostokąta, którego dłuższy bok wynosił 23 m. Lity mur miał 3,6 m grubości. Dodatkowe wzmocnienie stanowiły trzy wieże zbudowane na trzech bokach. Układ wewnętrzny fortecy świadczy o tym, że pełniła funkcję garnizonu. Przypuszczalnie została zburzona przez Asyryjczyków. Najmłodszą twierdzę z I warstwy zbudowano na przełomie VII i VI wieku p.n.e. (prawdopodobnie w czasach Jozjasza) na planie prostokąta o wymiarach 56×38 m. Wzmocniona była trzema wieżami, z których zachowała się tylko część północno-wschodniej o wysokości 4,3 m. Wzniesiono  ją na planie prostokąta o bokach 9×8,8 m. W trakcie badań odkryto typową dla regionu ceramikę, ponadto dwa hebrajskie i jeden egipski ostrakon pokryty pismem hieratycznym.